# Eriksborg-Hagaberg-Erikslund
Eriksborg-Hagaberg-Erikslund är en för Västerås kommun administrativ enhet i nordvästra Västerås. Området består av delarna Eriksborg, Erikslund, Hagaberg och Vedbo. Området ligger norr om E18, på båda sidor om Surahammarsvägen.
Erikslund är ett stormarknadsområde väster om Riksväg 66, med bland annat ett Ikea-varuhus.
Eriksborg och Hagaberg består av bostadsbebyggelse öster om riksvägen.
Vedbo är en höjd, Vedbobacken omgiven av skog och grönområde. Området är inte bebyggt.